# USS Princeton (CG-59)
USS Princeton (CG-59) – amerykański krążownik rakietowy typu Ticonderoga, szósty okręt należący do United States Navy noszący nazwę pochodzącą od miasta Princeton w stanie New Jersey.
Stępka okrętu została położona 15 października 1986 roku w stoczni Ingalls Shipbuilding w Pascagoula, w stanie Missisipi. Wodowanie miało miejsce 2 października 1987 roku. Krążownik został oddany do służby 11 lutego 1989 roku i pozostaje w niej do dziś.
USS "Princeton" brał udział m.in. w działaniach na Zatoce Perskiej podczas operacji "Pustynna Burza". 18 lutego 1991 roku w wyniku wpłynięcia na minę w pobliżu kuwejckiej wyspy Failaka krążownik został ciężko uszkodzony.
Portem macierzystym okrętu do 1997 roku było Naval Station Long Beach, a obecnie jest nim Naval Base San Diego.